# Cinnamomum formicarium
Cinnamomum formicarium là loài thực vật có hoa trong họ Nguyệt quế. Loài này được van der Werff & Lorea-Hern. mô tả khoa học đầu tiên năm 2009.